# Dombeya wallichii
Dombeya wallichii là một loài thực vật có hoa trong họ Cẩm quỳ. Loài này được (Lindl.) K.Schum. mô tả khoa học đầu tiên năm 1890.